# Juta
Juta is een plaats (község) en gemeente in het Hongaarse comitaat Somogy. Juta telt 1161 inwoners (2001).